# Plaisir
Plaisir – miejscowość i gmina we Francji, w regionie Île-de-France, w departamencie Yvelines.
Według danych na rok 1990 gminę zamieszkiwało 25 877 osób, a gęstość zaludnienia wynosiła 1385 osób/km² (wśród 1287 gmin regionu Île-de-France Plaisir plasuje się na 101. miejscu pod względem liczby ludności, natomiast pod względem powierzchni na miejscu 95.).

## Współpraca
- Baixa da Banheira, Portugalia
- Geesthacht, Niemcy
- Lowestoft, Wielka Brytania
- Bad Aussee, Austria
- Moita, Portugalia